# Carole Brookins
Carole Lynn Brookins (* 16. August 1943 in Gary, Indiana als Carole Lynn Glueck; † 23. März 2020 in Palm Beach, Florida) war eine US-amerikanische Geschäftsfrau und Regierungsbeamtin. Sie war eine der Pionierinnen im seinerzeit männlich dominierten Börsenhandel in den 1970er Jahren.

## Werdegang
Brookins studierte Geschichte an der University of Oklahoma, an der sie 1965 ihr Studium abschloss. Ab 1967 arbeitete sie in der Finanzbranche, zunächst als Underwriter von Kommunalanleihen und nach einer Zwischenstation als Berichterstatterin an der Chicago Board of Trade beim Finanzdienstleister EF Hutton, wo sie ab Anfang der 1970er Jahre bis zur Leiterin des Warentermingeschäft aufstieg. Nach dem von US-Präsident Jimmy Carter gegen die Sowjetunion verhängte Getreideembargo gründete sie 1980 mit World Perspectives ein eigenes Unternehmen.
1984 übernahm Brookins den Vorsitz des beratenden Ausschusses für Ernährung, Hunger und Landwirtschaft in Entwicklungsländern des US-Außenministeriums. 1990 wurde sie von George H. W. Bush in den Exportrat des Präsidenten aufgenommen, dem wichtigsten nationalen Beratungsgremium für den Welthandel. Zwischen 2001 und 2005 war sie auf Vorschlag von George W. Bush Exekutivdirektorin bei der Weltbank.
Brookins war Mitglied auf Lebenszeit beim Council on Foreign Relations. 2018 gründete sie die First Alliance Foundation, die sich der Stärkung der Beziehungen zwischen amerikanischen und französischen Militärs widmet.
Im Frühjahr 2020 wurde Brookins im Alter von 76 Jahren Opfer der globalen COVID-19-Pandemie.